# Abdullah (Fliesenmaler)

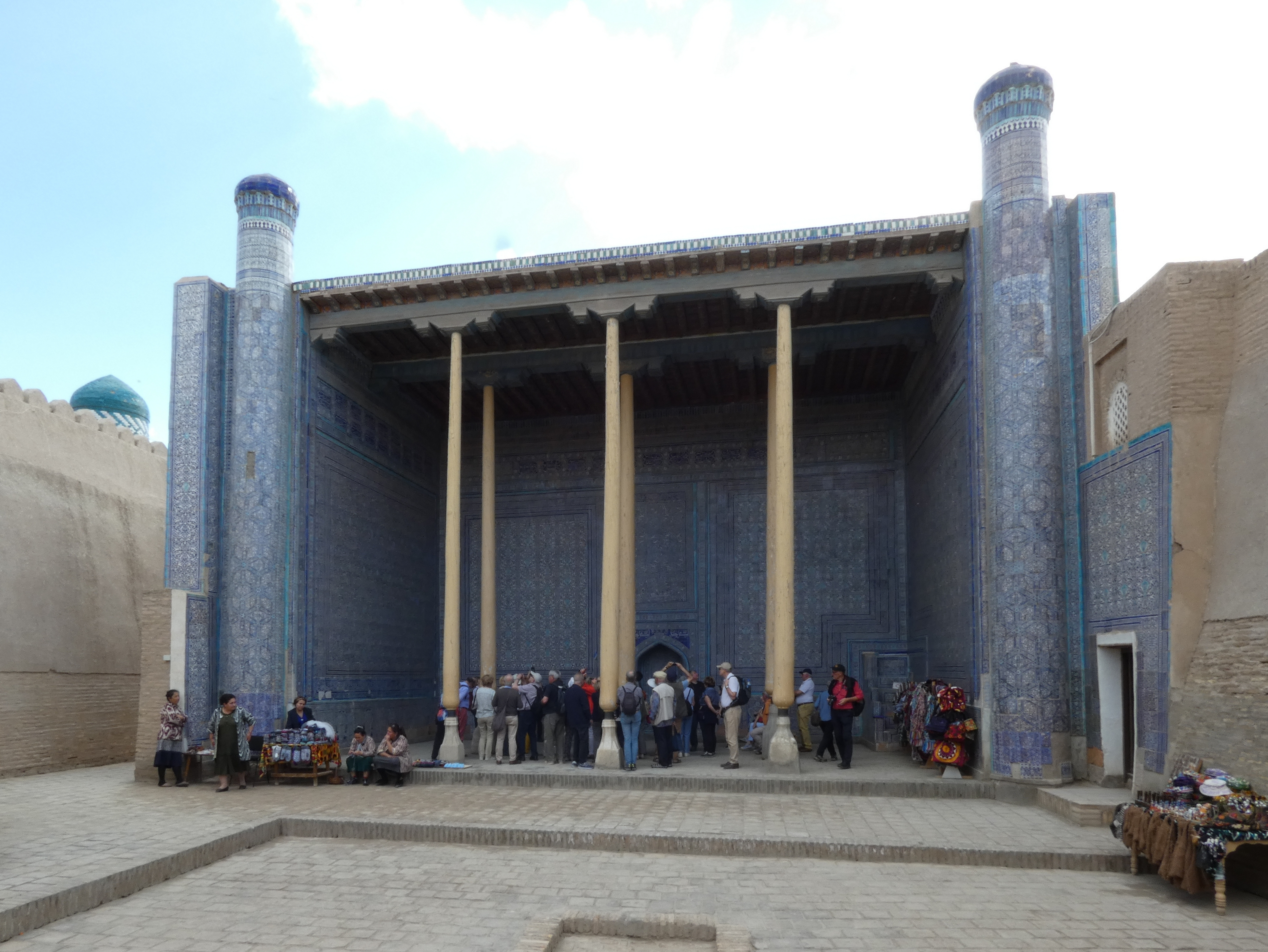
Die von Abdullah mit blauen Keramikfliesen ausgeschmückte Sommermoschee der Moschee des Khans in Chiwa

Abdullah war ein Maler beziehungsweise Keramiker dekorativer Keramikfliesen (Majoliken) im Khanat Chiwa. Er war an den Ausgestaltungen mehrerer herausragender Bauwerke in der Altstadt Chiwas Ichan Qalʼа, heute UNESCO-Welterbe, beteiligt. So malte er beispielsweise mit Usto Abdulla Ibadulla die komplizierten Pflanzenmuster im Bereich der Sommermoschee der unter Khan Alla Kuli (Regierungszeit 1825 bis 1842) erbauten Moschee der Khane in der Zitadelle Konya Ark. Weiterhin dekorierte er den ebenfalls unter Alla Kuli gebauten Palast Tasch Hauli. Abdullahs Name wurde in seinen Werken in Kartuschen verewigt. Aufgrund seiner herausragenden Fertigkeiten erhielt der Keramikmeister den Beinamen Dschinn.